# Сарабхай, Викрам
Доктор Викрам Амбалал Сарабхай (гудж. વિક્રમ અમ્બાલાલ સારાભાઈ, хинди विक्रम अम्बालाल साराभाई; 12 августа 1919 — 30 декабря 1971) — индийский физик и астроном, который положил начало космическим исследованиям и помог развитию ядерной энергетики в Индии. Был награждён Падма Бшухан в 1966 году и Падма Вибшухан (посмертно) в 1972 году. Во всем мире он считается отцом индийской космической программы.

## Личная жизнь

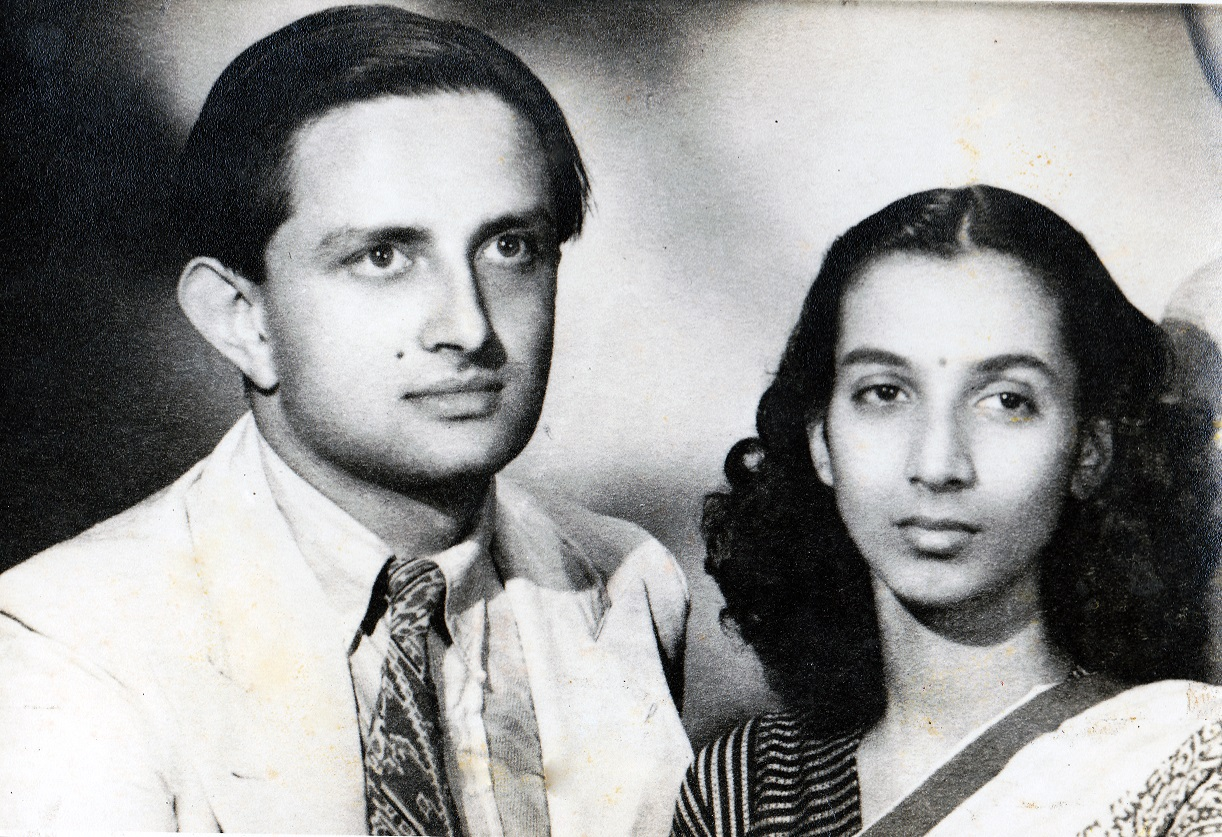
Викрам и Мриналини Сарабхай (1948)

Сарабхай происходил из известной семьи в Индии, которые были крупными промышленниками, приверженными движению за независимость Индии. Он учился в Гуджаратском колледже в Ахмадабаде, но позже перешел в Кембриджский университет в Англии, где в 1940 году прошел трипо по естественным наукам. В 1945 году он вернулся в Кембридж, чтобы получить докторскую степень, и написал работу «Cosmic Ray Investigations in Tropical Latitudes» в 1947.
Викрам Сарабхай женился на классической танцовщице Мриналини в 1942 году. У пары было двое детей. Его дочь Маллика получила известность как актриса и активистка, а сын Картикея тоже стал активным деятелем науки. При жизни он практиковал джайнизм.

## Работа

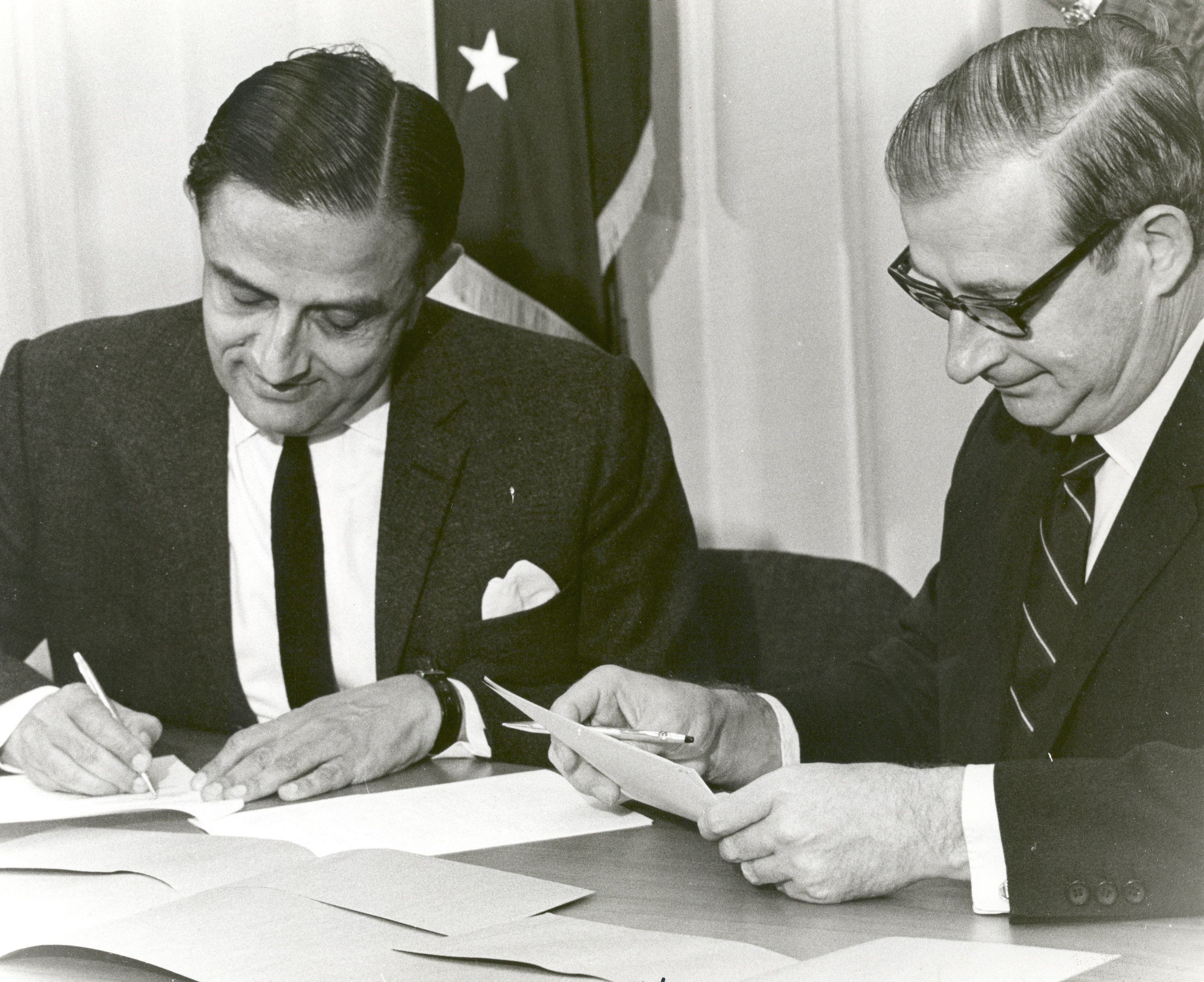
Доктор Викрам А. Сарабхай (слева), председатель Индийской организации космических исследований (ISRO) и глава Департамента атомной энергии Индии, и доктор Томас О. Пейн, администратор НАСА, подписывают соглашение о сотрудничестве в беспрецедентном эксперименте с использованием космический спутник, который доставит обучающие телевизионные программы примерно в 5000 индийских деревень.

Известная как колыбель космических наук в Индии, Лаборатория физических исследований (PRL) была основана в 1947 году Викрамом Сарабхаи. У PRL было скромное начало в его резиденции, «RETREAT». Начинали они с исследований космических лучей.
Институт был официально основан в Научном институте в Ахмадабаде 11 ноября 1947 года при поддержке Образовательного фонда Кармкшетра и Образовательного общества Ахмадабада. Профессор Калпати Рамакришна Раманатан был первым директором института. Изначально в центре внимания были исследования космических лучей и свойств верхних слоев атмосферы . Области исследований были позже расширены за счет включения теоретической физики и радиофизики. Затем, благодаря грантам Комиссии по атомной энергии, он руководил конгломератом семейного бизнеса.
Его интересы варьировались от науки до спорта и статистики. Он создал Группу исследования операций (ORG), первую организацию по исследованию рынка в стране. Наиболее заметными среди многих институтов, которые он помог создать, являются Фонд развития Неру в Ахмадабаде, Индийский институт менеджмента в Ахмедабаде (IIMA), Ахмедабадская ассоциация исследований текстильной промышленности (ATIRA) и (CEPT). Вместе со своей женой Мриналини Сарабхай он основал Академию исполнительских искусств Дарпана . Другие проекты и учреждения, инициированные или созданные им, включают Испытательный реактор на быстрых нейтронах (FBTR) в Калпаккаме, Проект циклотрона с переменной энергией в Калькутте, Electronics Corporation of India Limited (ECIL) в Хайдарабаде и Uranium Corporation of India Limited (UCIL) в Джадугуде, Джаркханд . Сарабхай начал проект по изготовлению и запуску индийского спутника. В результате первый индийский спутник «Арьябхата» был выведен на орбиту в 1975 году с российского космодрома\. Он был основателем Индийской организации космических исследований .

## Смерть
30 декабря 1971 года Сарабхай должен был проверить конструкцию первой индийской ракеты-носителя SLV перед отъездом в Бомбей. Он разговаривал с APJ Абдулом Каламом по телефону. После звонка Сарабхай умер в из-за остановки сердца в Тривандраме (ныне Тируванантапурам). Ему было 52 года. Его тело было кремировано в Ахмадабаде .

## Почетные должности
- Президент секции физики Индийского научного конгресса (1962 г.)
- Президент Генеральной конференции МАГАТЭ, Вена (1970 г.)
- Председатель Комиссии по атомной энергии Индии (1966—1971)[10][11]
- Вице-президент Четвёртой конференции ООН по мирному использованию атомной энергии (1971 г.)
- Основатель и председатель (1963—1971) Центра космических приложений[12]

## Наследие

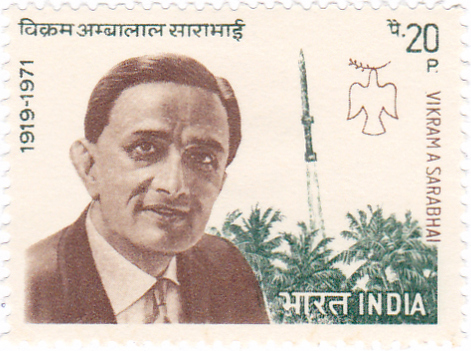
Сарабхай на индийской марке 1972 года

- В его память назван Космический центр Викрама Сарабхая (VSSC), который является головным предприятием Индийской организации космических исследований по разработке ракет-носителей, расположенный в Тируванантапураме (Тривандрам), столице штата Керала.
- Наряду с другими промышленниками из Ахмедабада, он сыграл важную роль в создании Индийского института менеджмента в Ахмадабаде .
- Почтовое ведомство Индии выпустило памятную почтовую марку в первую годовщину его смерти (30 декабря 1972 г.).
- В 1973 году Международный астрономический союз решил, что лунный кратер Бесселя А в Море Безмятежности будет известен как кратер Сарабхай[13].
- Посадочный модуль индийской лунной миссии Чандраян-2, который должен был приземлиться у Южного полюса Луны 20 сентября 2019 года, был назван в его честь.
- Общественный научный центр Викрама Сарабхай (VASCSC), расположенный в Ахмедабаде, Гуджарат, назван в его честь. Викрам основал этот институт в 1960-х годах.
- Бывший чемпион мира по викторинам Викрам Джоши был назван в его честь.
- 26 июля 2019 года ему был посвящен космический музей в Научном центре BM Birla в Хайдарабаде. Куратором музея был Пранав Шарма[14][15].
- Vikas (ракетный двигатель) ISRO назван в его честь.
- В день его 100-летия 12 августа 2019 года Индийская организация космических исследований (ISRO) объявила о присуждении награды имени Викрама Сарабхая. Премия Викрама Сарабхая за журналистику в области космических наук, технологий и исследований будет вручена тем журналистам, которые внесли свой вклад в область исследований и космической науки[16].

## В культуре
12 августа 2019 года Google отметил 100-летие со дня рождения Сарабхая. 30 сентября 2020 года ACK Media вместе с ISRO выпустили книгу «Викрам Сарабхай: новаторская космическая программа Индии». Он был выпущен на цифровой платформе и товарах Amar Chitra Katha, ACK Comics . 
Веб-сериал 2022 года Rocket Boys был основан на вымышленной жизни Сарабхая и Хоми Дж. Бхабха, которых сыграли Ишвак Сингх и Джим Сарбх.
В фильме 2022 года «Ракетная техника: эффект Намби», основанном на жизни Намби Нараянана, Сарабхай сыграл Раджит Капур в версии на хинди, Рави Рагхавендра в тамильской версии.
Персонаж Надия Сарабхай из игры The Talos Principle.